# Ландау, Сигалит
Сигалит Ландау (ивр. סיגלית לנדאו‎; род. в 1969 году) — израильская многопрофильная художница, чьи работы включают рисунок, скульптуру, видео-арт и инсталляции.

## Биография
Сигалит Ландау родилась в Иерусалиме. Она была старшим ребёнком в семье. Её отец, Симха Ландау, переселился в Израиль из Буковины. Мать, Майя Зоннтаг, репатриировалась из Лондона. В 1974—1975 годах семья жила в Филадельфии, а в 1978—1979 годах — в Лондоне. Сигалит Ландау выросла в доме на холме в Иудейской пустыне. Училась в средней школе Музыкальной академии Рубина танцам. В период с 1990 по 1995 год изучала искусство в Академии искусств и дизайна Бецалель, включая семестр в качестве студента по обмену в архитектурной школе Купер-Юнион в Нью-Йорке.
Ландау — двоюродная сестра американского дипломата и юриста Кристофера Ландау.

## Художественная карьера

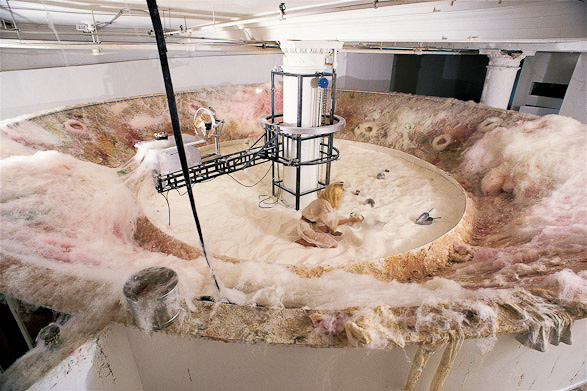
Инсталляция Thread Waxing Space, 2001 г.

Сигалит Ландау в своих произведениях затрагивает социальные, исторические, политические и экологические проблемы, охватывая темы бездомности, изгнания и отношений между жертвой и угнетателем, упадком и ростом. Поскольку большая часть её работ посвящена состоянию человека, тело (часто её собственное) является ключевым мотивом и инструментом. Используя соль, сахар, бумагу и готовые предметы, Сигалит Ландау создаёт масштабные инсталляции, которые полностью меняют пространство, в котором она работает.

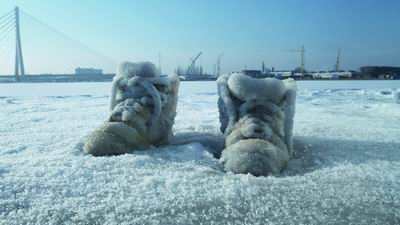
Туфли из соляных кристаллов на замерзшем озере, 2011 г.

Одна из самых известных работ Ландау, «Соляные работы», представляет собой серию соляных скульптур из Мертвого моря. Так, погрузив чёрное платье начала XX-го века в Мертвое море на два месяца, Ландау задокументировала процесс кристаллизации соли, в результате которого платье перекрасилось в белый цвет.

## Выставки

### 1990-е годы
В 1994 году Ландау участвовал в групповой выставке «Транзит», устроенной на заброшенной Центральной автостанции Тель-Авива, и в уличной выставке «Экспортный излишек» галереи Бограшова. Обе выставки были посвящены кочевничеству. На одной она жила в приюте для бездомных; на другой устроила групповое шоу на пляже.
В 1995 году работа «Палатка с железными дверями» (совместная работа с Гаем Бар Амозом) выставлялась в Музее Израиля в Иерусалиме.
В 1996 году Ландау участвовала в выставке «Витте де Вит» с работой «Обитель пришельца I» и в 1997 году эта работа экспонировалась в Музее Герцлии, а затем в Documenta X и на 47-й Венецианской биеннале. Деформированный металлический пол грузовых контейнеров выглядел как холмы.
Ландау представляла Израиль на Венецианской биеннале в 1997 и 2011 годах.

### 2000-е
В 2000 году она выиграла первый конкурс Times/ArtAngel Open, превратив бетономешалку в музыкальную шкатулку.
На своей выставке в Нью-Йорке в 2001 году Сигалит вращала сладкие волокна вокруг себя и публики под музыку «Arab-Snow». Для этого ей понадобилось три тонны сахарного песка. Иногда она была обнажённой, иногда в плавках бикини или прозрачном лабораторном халате, ее светлые волосы стояли на голове засахаренными сталагмитами, на глазах— промышленные очки. Прибор для изготовления сахарной ваты служил ей для сплетения вокруг себя сахарного кокона. Огромные вентиляторы поднимали в воздух тонкие пряди сахарной пряжи, сахарные кружева опадали на прохожих, у которых не было другого выбора, кроме как прогрызть себе путь наружу.  Ландау призывала посетителей выставки раздеться и присоединиться к ней, после чего смыть с себя сахарную вату при помощи шланга на пожарной лестнице. Так Ландау довела механизмы капитализма – производство, распределение и потребление – до  тошнотворного уровня, когда вкусно, грязно и вообще не полезно.

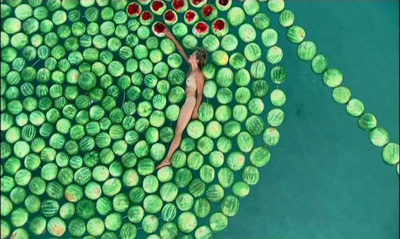
Мёртвое море 2005, 11:39 мин.

Вернувшись в Израиль во время вспышки Второй интифады, она работала с первыми полосами газеты «Гаарец», каждый день превращая их в скульптуры из фруктов. Фрукты сушились на открытом воздухе на крыше студии. Фруктовые шары были основной частью её инсталляции «Страна» (2002) в галерее Алона Сегева в Тель-Авиве-Яффо.
В 2004 году её работа «Бесконечное решение» была выставлена в Тель-Авивском музее.
В работе «Столовая» (2007), выставленной в Институте современного искусства Кунст-Верке в Берлине (Германия), Ландау создала серию инсталляций, посвященных частной еде и общественному питанию, кормлению и голоданию. Кульминацией являлась монументальная скульптура кровавых дёнер-кебабов, навеянная турецкими уличными торговцами в Германии.
В 2008 году выставлялась в Музее современного искусства в Нью-Йорке, проект 87 и её работа «Соляные паруса+Сахарные узлы» была показана в галерее Камель Меннур в Париже.

### 2010-е годы
В 2011 году Ландау представляла Израиль на Венецианской биеннале повторно, первый раз в 1997 году.
В 2012 году работа «Кариатида» выставлялась в Художественном музее Негева, Беэр-Шева, Израиль, а работа «Почва»— в Париже.
В 2013 — «Баран в чаще» Maison Hermes в Гиндзе, Токио и «ZBIB EL-ARD» Har-El Printers & Publishers, Яффо.
В 2015 году в Музее современного искусства Барселоны прошла полу-ретроспектива её работ.
В 2019 году работа «Соляные годы» выставлялась в Музее современного искусства Зальцбурга.

## Постоянные коллекции
Работы Ландау включены в постоянные коллекции в таких музеях, как:
- Музей современного искусства, Нью-Йорк,[29]
- Центр Помпиду,[30]
- Магазин III, Стокгольм
- Еврейский музей, Нью-Йорк
- Музей современного искусства Барселоны,[31]
- Израильский музей,[32]
- Музей Хиршхорн и сад скульптур,[33]
- Коллекция Померанц,[34]
- Коллекция Тироха ДеЛеона,[35]
- Тель-Авивский музей изобразительных искусств.

## Награды и признание
- 1993 — Премия Еврейского национального фонда в области скульптуры
- 1994 — Премия Американо-израильского культурного фонда
- 1994 — Премия Мэри Фишер, Академия искусств и дизайна Бецалель, Иерусалим.
- 1996 — Стипендия Инеборги Бахман.
- 1998 — Художник в резиденции коллекции Хоффмана, Берлин, Германия.
- 1999 — Первая премия Британского конкурса ArtAngel и лондонской газеты The Times.
- 2001 — Премия за приобретение , Тель-Авивский художественный музей, Тель-Авив.
- 2001 — Премия молодому художнику Министерства науки, культуры и спорта Израиля.
- 2003 — Стипендия Джанет и Джорджа Джаффина Американо-израильского культурного фонда
- 2003 — Резиденция, IASPIS — Программа Международной студии художников, Стокгольм.
- 2004 — Фонд Натана Готтесдинера, Премия израильского искусства, Тель-Авивский художественный музей, Тель-Авив
- 2004 — Премия Беатрис С. Коллинер молодому израильскому художнику, Музей Израиля, Иерусалим
- 2007 — Премия Дэна Сандела и Фонда семьи Сандел за скульптуру, Тель-Авивский художественный музей
- 2012 — грант «Артис».
- 2016 — Премия Сандберга в области израильского искусства[англ.], Музей Израиля, Иерусалим.
- 2017 — Почетная докторская степень, Университет Бен-Гуриона в Негеве, Беэр-Шева.

## Галерея

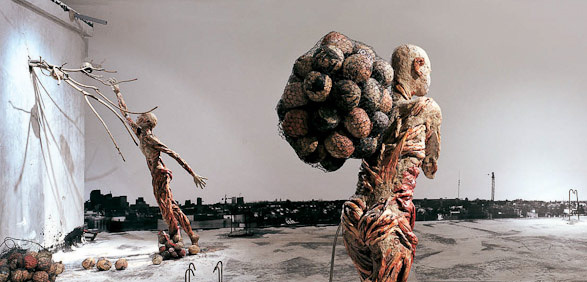
Страна (Инсталяция), 2002 Alon Segev Gallery, Тель-Авив-Яффо
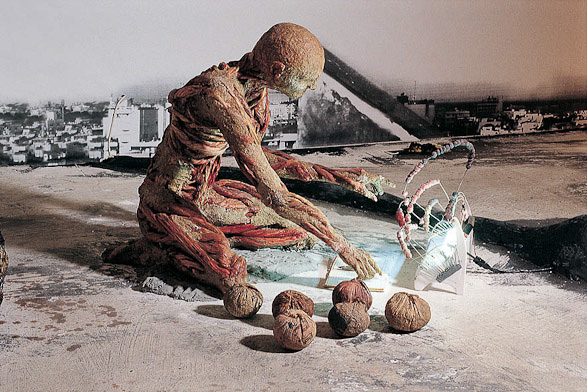
Регистратор Дней и Фруктов, 2002 из серии "Страна", Alon Segev Gallery, Тель-Авив-Яффо
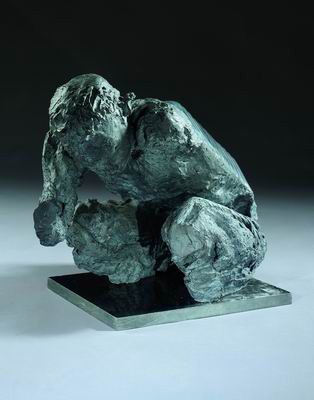
Кровотечение Розы, 2003 Израильский музей, Иерусалим B06.0207
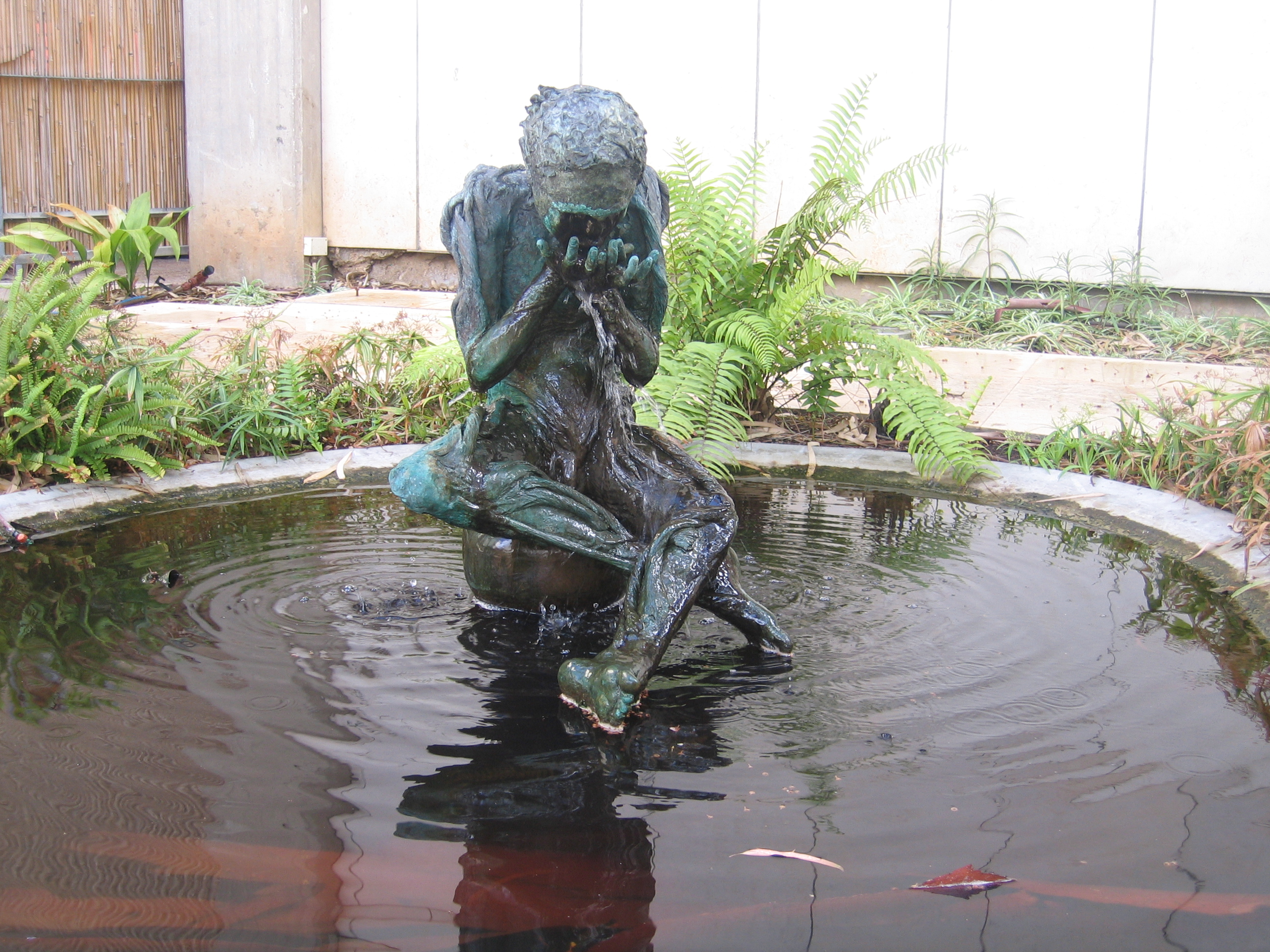
Плачь, мальчик, плачь, 2004 Тель-Авивский музей изобразительных искусств
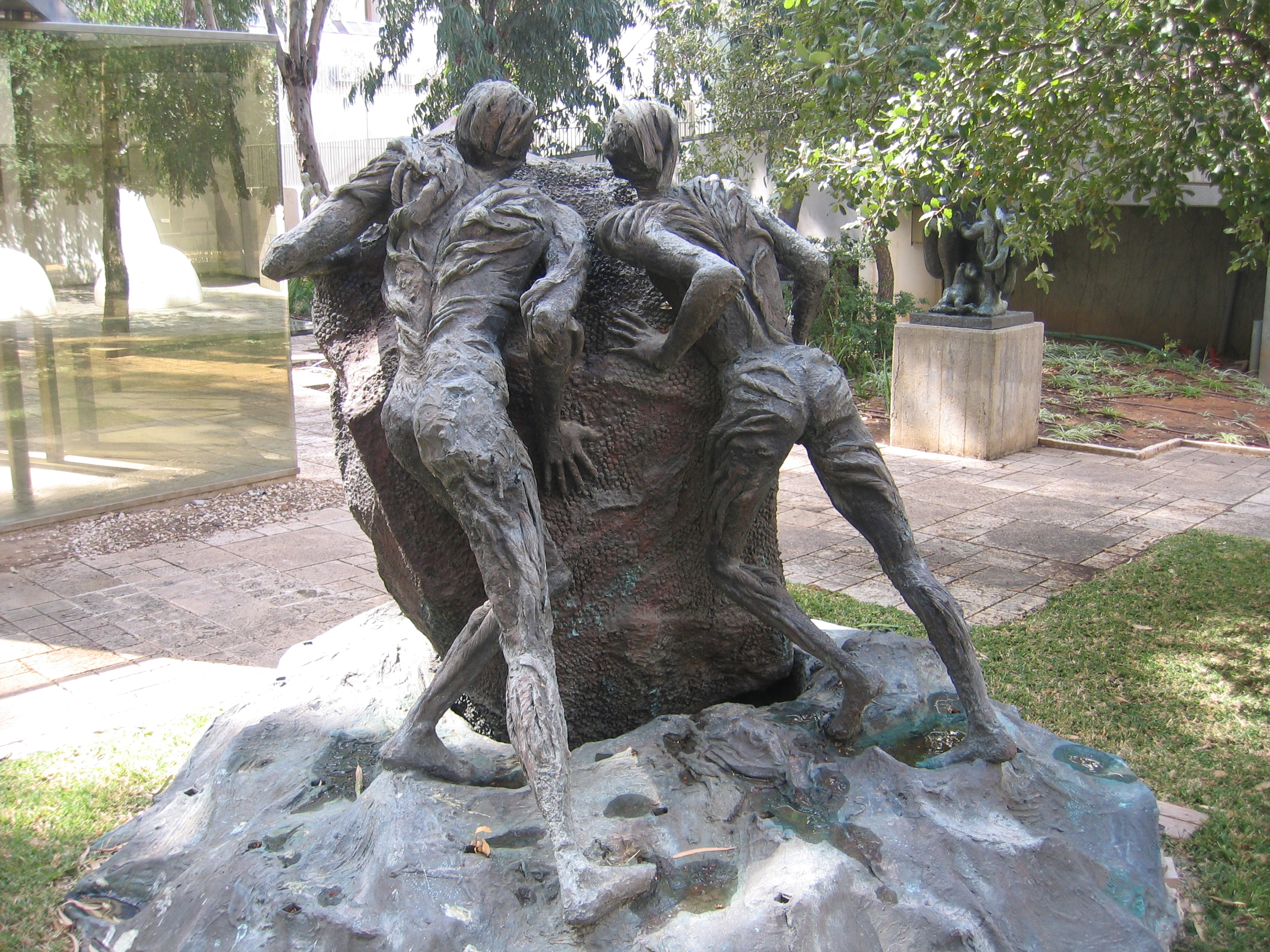
Сизиф и Яков, 2005 Тель-Авивский музей изобразительных искусств
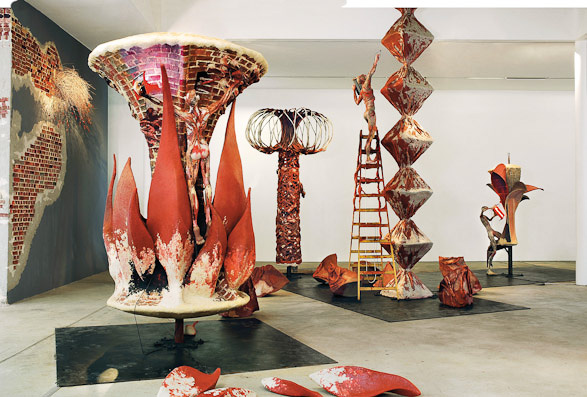
Столовая (Инсталяция), 2007 KW Институт современного искусства, Берлин